# サクラクレパス
株式会社サクラクレパス（SAKURA COLOR PRODUCTS CORPORATION）は、大阪市中央区森ノ宮中央に本社を置く文具メーカーである。
後述の通り『クレパス』は同社独自の画材であり、登録商標でもある。

## 概要
1921年に佐武林蔵が佐々木昌興（『クレパス』開発・命名者）ら義兄と共同で「日本クレイヨン商会」を創業。「桜クレイヨン商会」に改称後、1925年に世界初のオイルパステル『クレパス（CRAY-PAS）』を発明。1934年に「クレパス本舗桜商会」と改称、1970年に現在の社名となる。
代表的商品として、クレパスの他にも、1950年発売の半透明水彩絵具『マット水彩』や、1973年発売の全芯色鉛筆『クーピーペンシル』、1982年発売の世界初の水性顔料インクサインペン『ピグマ』、1984年発売の世界初の水性ゲルインクボールペン『ボールサイン』など、新開発の商品が多い。
この他、1969年発売の名前書きマーカー『マイネーム』、1978年発売の固形ペンキ『ソリッドマーカー』など、数多くのヒット商品を開発し世に出している。
画材は学童用品が主であるが、創業直後は油絵具の製造もした。1970年に専門家用画材の「ヌーベル」ブランドを発足、1991年にオランダの老舗絵具メーカーロイヤルターレンス買収後は、関連会社のターレンスジャパンが専門家用画材を販売している。その他、消しゴム製造のラビット社（大阪）、鉛筆製造など総合文具のブランジール社（オランダ）などがグループにある。みどり会の会員企業であり三和グループに属している。

## 経営者
創業者の佐武は元成城学園教師で、山本鼎（創業後役員に招聘）の自由画教育運動に触れ、国産画材製造のため独立・創業。退社後に教育美術振興会などを創設、美術教育に貢献した。経営は1937年の西村齊次郎社長以降、1940年の西村俊一（齊次郎の長男）、1981年の西村貞一（現会長）、2014年の西村彦四郎と、西村家による同族経営企業である。齊次郎は京都の老舗呉服商千治（現・千切屋治兵衛株式会社）を営んだ実業家・衆議院議員・京都商工会議所会頭を務めた西村治兵衛（1861-1910）の子であり、分家を成してサクラクレパスほか大丸などの重役を務めた。また藤山愛一郎の娘婿として知られている西村健三（齊次郎の三男、元三菱重工業取締役）は貞一の叔父に当たり、貞一の妹は元皇族の久邇朝建（久邇宮朝融王の第2王子）に嫁いでいる。

## クレパスの登録商標
- クレパスは日本において商標登録されている（登録商標第167993号ほか）。
- フランス語のパステル鉛筆を意味する「クレヨン・パステル」から取ったという説もあるが、同社がパステルの色のよさとクレヨンの定着性のよさを生かした色彩を研究・開発した画材ということで「クレヨン」や「パステル」のような一般名詞ではなく、これらの語から新たに作られた語であるため、クレパスが登録商標となっている。同社ホームページでも「クレパスと呼べるのはサクラだけです」と説明している。世界的には「オイルパステル」と呼ばれている（ただし韓国ではクレパス（크레파스）と呼ばれており、標準国語大辞典に登録されている。中国朝鮮語でもクレパスと呼ばれている[8]）。
- 同社商品にはクレパスとは別に「サクラクレヨン」が存在する。「クレヨン」が蝋分が多くて硬めなのに対し「クレパス」は油脂分が多く柔らかめである[9][10]。

## 主な商品

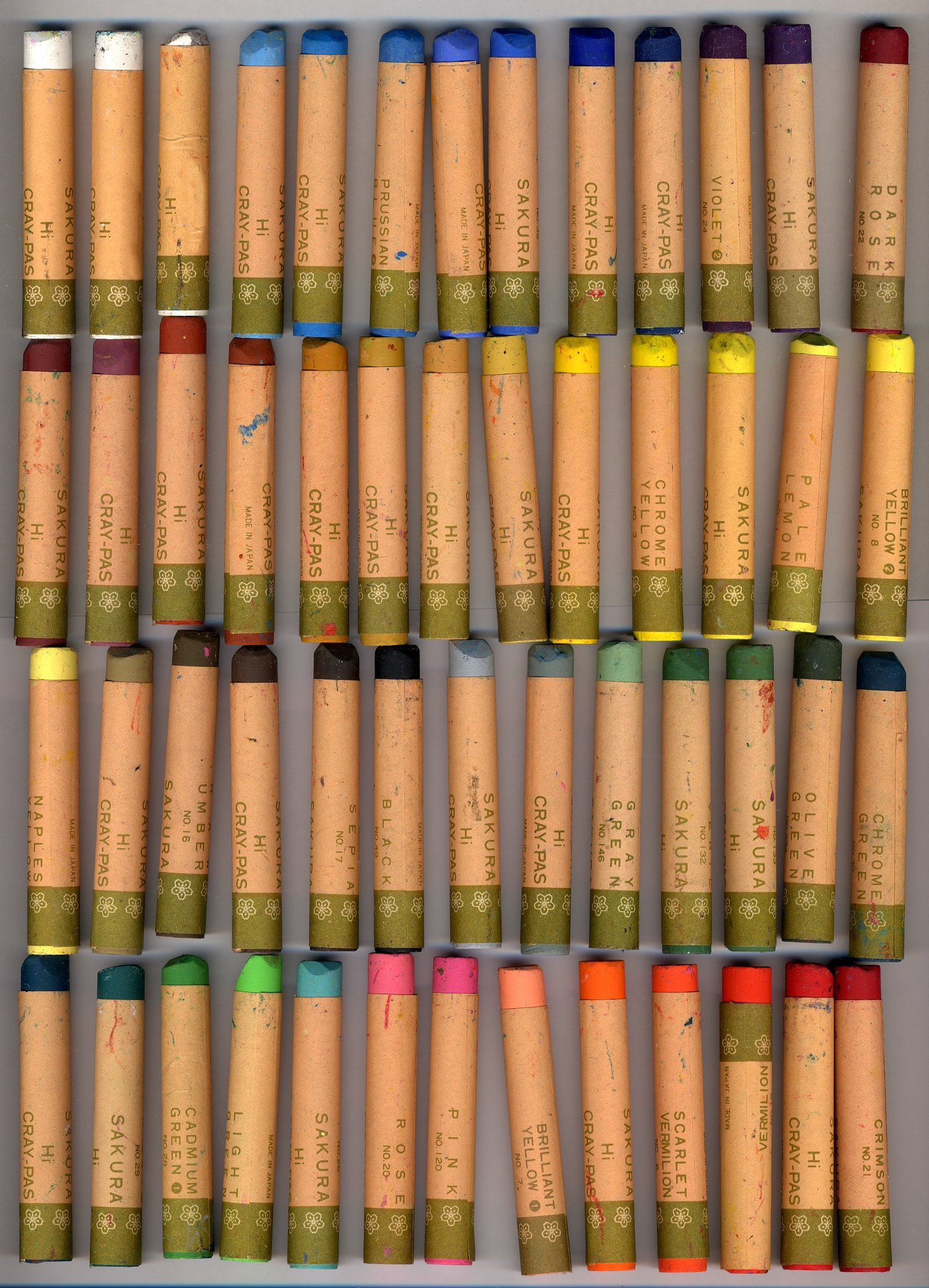
SAKURA HI CRAY-PAS

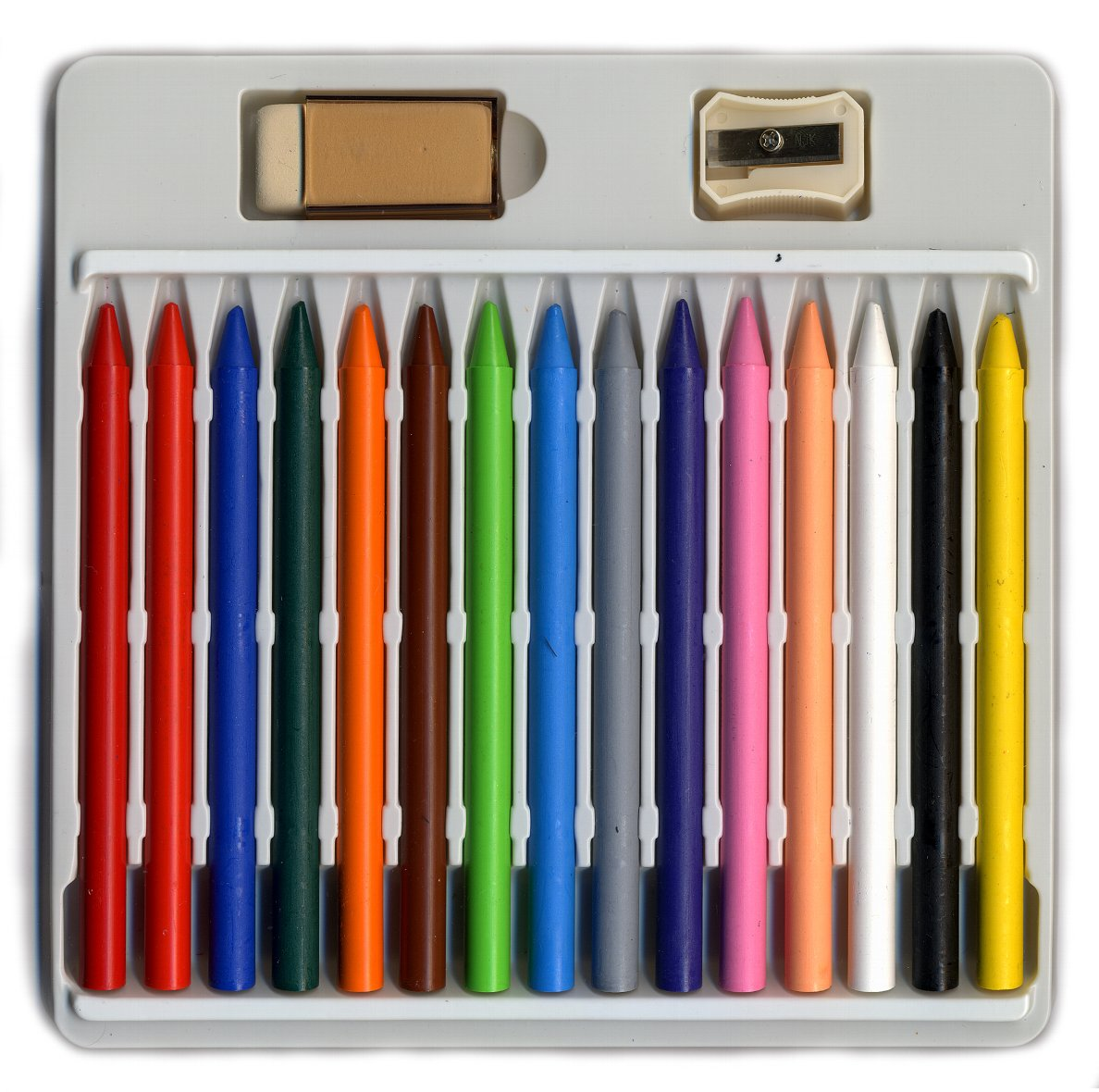
クーピーペンシル

- サクラクレパス（幼保及びこども園向けにパッケージデザイン及び巻紙を変更した専売品版あり）
- サクラクレヨン（幼保及びこども園向けにパッケージデザイン及び巻紙を変更した専売品版あり）
- クーピーペンシル（幼保及びこども園向けにパッケージデザインを変更した専売品版あり）
- ノータム（パスケース・バッグ類）
- サインペン
- マーカーSG7
- ホワイトボード
- ピグマ/ピグマックス（ピグマックスのみ幼保及びこども園向けにパッケージデザインを変更し軸に絵柄を追加した専売品版あり）
- マイネーム
- マット水彩（幼保及びこども園向けにパッケージデザイン及び商品名を変更した専売品版あり）
- ソリッドマーカー
- 電子黒板
- 遊健具（遊健運動プログラム・幼保及びこども園向け専売品）
- スルスルペイントはじまるくん（フレーベル館との共同開発・幼保及びこども園向け専売品）
- ホイップカラー（幼保及びこども園向け専売品）
- SAKURA craft_lab（高級筆記具）
- レーザーポインター

### ボールペン
- ボールサイン280（1984年）
- ボールサイン80（1987年）
- ボールサイン80 キララ（1997年）
- ボールサイン80 フチドール（1998年）
- ボールサイン100（1998年）
- ボールサイン ティアラ（2000年）
- ボールサイン80 ムーンライト（2002年）
- ボールサイン アクアリップ（2003年）
- ボールサインNX（2003年）
- ボールサイン スフレ（2004年）
- ボールサインNX エコフィール（2004年）
- ボールサインEXY（2004年）
- ボールサイン ラグジェ（2005年）
- ボールサインEXY METARIA（2007年）
- ボールサイン ノック（2015年）
- ボールサイン４＊１（2015年）
- ボールサインプレミアム2＊1（2016年）
- ボールサインプレミアム4＊1（2016年）
- ボールサインiD（2020年）
- ボールサインiDプラス（2021年）
- ボールサインiD 3C（2023年）
- ボールサイン ティアラノック（2024年）

### シャープペンシル
- サクラクリエートシャープ(生産終了)
- シャープロレッタ(生産終了)
- AT-MATIC(生産終了)
- ノックス
- ノックスピュア
- グロッソシャープ
- レトリコ
- ライトル

### シャープ芯
- サクラプラ芯
- ブラッキー